# ティトゥス・フルウィウス・ユニウス・クィエトゥス

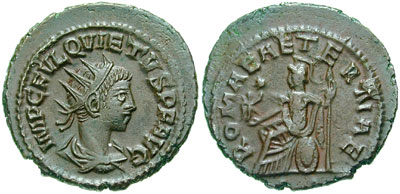
クィエトゥスが描かれた硬貨

ティトゥス・フルウィウス・ユニウス・クィエトゥス（ラテン語：Titus Fulvius Iunius Quietus, ? - 261年）は、ローマ帝国で皇帝ガリエヌスに対抗して皇帝を僭称した人物である。
父はフルウィウス・マクリアヌスであり、『ローマ皇帝群像』によると、クィエトゥスはウァレリアヌス帝の時期に軍務に携わっていたと伝わるが、後世の歴史家の捏造である可能性もある。260年、ウァレリアヌスがサーサーン朝との戦いに敗れて死去すると、クィエトゥスは兄マクリアヌスと共に帝国の後継者に名乗りを挙げ、父マクリアヌスやプラエフェクトゥス・プラエトリオ（親衛隊長官）バッリスタの支持を受け、軍によって皇帝に推挙された。
執政官に選ばれたクィエトゥスらは、ローマ西方属州で皇帝に即位していたウァレリアヌスの息子ガリエヌスと相対することとなり、父と兄が軍を率いてイタリアへと向かったが、アウレオルス（en）軍に敗北して父と兄は共に殺害された。クィエトゥスは東方属州に留まって様子をうかがっていたものの、ガリエヌスに助勢していたセプティミウス・オダエナトゥスの攻撃を受け、最後はエメサで殺害された。ヨハネス・ゾナラス（en）によると、バリスタがエメサ住民を扇動したことにより、クィエトゥスは殺害されたとされる。